# Уэлан, Тим
Тим Уэлан (англ. Tim Whelan; 2 ноября 1893 — 12 августа 1957) — американский кинорежиссёр, сценарист, продюсер и актёр, наиболее известен по фильму «Багдадский вор». В момент его смерти Уэлан был женат на актрисе немого кино Мириам Сигар, имел двух сыновей, Майкла и Тима мл. Мириам Сигар прожила ещё 53 года и умерла 2 января 2011 года в возрасте 103 лет.

## Избранная фильмография
- Adam's Apple (1928)
- When Knights Were Bold (1929)
- The Fall Guy (1930)
- The Crooked Circle (1932)
- It's a Boy (1933)
- Aunt Sally (1933)
- The Camels are Coming (1934)
- Убийство человека (1935)
- The Perfect Gentleman (1935)
- Two's Company (1936)
- Farewell Again (1937)
- Action for Slander (1937)
- Smash and Grab (1937)
- The Mill on the Floss (1937)
- Развод леди Икс (1938)
- Sidewalks of London (1938)
- Q Planes (1939)
- Багдадский вор (1940)
- Международная леди (International Lady) (1941)
- Seven Days' Leave (1942)
- Swing Fever (1943)